# Congregações Reformadas Antigas (desconectadas)
As Congregações Reformadas Antigas (desconectadas) (em holandês: Oud Gereformeerde Gemeenten buiten verband) formam uma denominação reformada na Holanda, desde 2007, quando um grupo de igrejas se separou das Congregações Reformadas Antigas na Holanda.

## História
Em 1948, as Congregações Reformadas Antigas e a Federação das Congregações Reformadas Antigas se uniram e formaram as atuais Congregações Reformadas Antigas na Holanda (CRAH).
Em 2007, uma igreja das CRAH, em Sint Philipsland, se separou da denominação devido a conflitos entre o pastor A. P. van der Meer e alguns membros do conselho da igreja local. Como resultado, outras igrejas também se separaram da denominação. Juntas, elas constituíram as Congregações Reformadas Antigas (desconectadas) (CRAd).

## Doutrina
A denominação subscreve as Três Formas da Unidade (Confissão Belga, Catecismo de Heidelberg e Cânones de Dort).